# Lubomyr Sahaluk
Lubomyr Wałetynowycz Sahaluk (ukr. Любомир Валентинович Сагалюк; ur. 6 września 1988) – ukraiński zapaśnik startujący w stylu wolnym. Zajął dziewiąte miejsce na mistrzostwach świata w 2019. Piętnasty na mistrzostwach świata w 2017. Dziewiąty na mistrzostwach Europy w 2014. Brązowy medalista wojskowych MŚ z 2017 roku.